# NGC 7463
NGC 7463 (другие обозначения — PGC 70291, UGC 12316, MCG 3-58-22, ZWG 453.48, ARAK 573, KUG 2259+157A) — галактика в созвездии Пегас.
Этот объект входит в число перечисленных в оригинальной редакции «Нового общего каталога».